# Тупољев АНТ-5
Тупољев АНТ-5/И-4/Сухој И-4 (Tupoljev ANT-5/I-4/Suhoj I-4) (рус. Туполев АНТ-5/У-4/Сухой И-4) је совјетски ловачки авион. Авион је први пут полетео 1927. године.

## Пројектовање и развој
Пројектовање авиона Тупољев АНТ-5/И-4 је почело 1925. године у оквиру ЦАГИ института одељење АГОС за пројектовање хидроавиона који је као главни пројектант водио П. О. Сухој. Авион је пројектован као ловац а на основу искуства стечених на пројектовању и изради авиона АНТ-2 и АНТ-3. Пројектовање и израда првог прототипа је завршена августа месеца 1927. године а другог прототипа јула месеца 1928. године. Прва педсерија од 4 примерка наоружана митраљезима подвргнута је тестирању од 15. октобра до 26. новембра 1929. године, пошто су тестови били задовољавајући серијска производња је почела исте године. Друга серија ових авиона се производила као једнокрилни авион И-4 БИС. У току 1931. године вршени су експерименти са применом бестрзајног топа од 76 mm.

### Технички опис
Авион Тупољев АНТ-5/И-4 је једномоторни једноседи двокрилац металне конструкције, Покретао га је радијални (звездасти) 9-то цилиндрични ваздухом хлађени мотор Gnome-Rhone 9AK Jupiter-6 снаге 310kW, (касније по лиценци рађен мотор са ознаком М-22 снаге 353 kW) постављен у кљун авиона. Мотор је био опремљен двокраким дрвеним елисом фиксног корака. Пилот је седео у отвореном кокпиту који се налазио иза крила авиона. Труп авиона је облог попречног пресека који се сужавао идући ка репу авиона. Средишњи део крила је био правоугаоног облика који се претварао у трапезни облик према крајевима са одсеченим обликом крајева. Нападна ивица крила је била равна. Доње крило знатно мањих димензија од горњег је такође било трапезастог облика. Доња и горња крила су била повезана косим металним упорницама у облику латиничног слова V. Код авиона И-4 БИС (који је био једнокрилни висококрилац) упорнице су се са доње стране ослањала на труп авиона. Облога крила авиона је била од таласастог алуминијумског лима а труп је био делом обложен равним Ал-лимом (облога мотора и део трупа до крила) а остали део трупа (већи део) је обложен таласастим Ал-лимом. Стајни трап је фиксан (неувлачећи) са крутом осовином на којој су се налазили гумени точкови са жичаним паоцима (као код бицикла) на вертикалним носачима су се налазили амортизери, испод репног дела авиона је била постављена дрљача, као трећа ослона тачка авиона. Постојало је неколико варијанти овог авиона..

### Варијанте
- АНТ-5 - први прототип авиона АНТ-5 са мотором Gnome-Rhone 9AK Jupiter-6 снаге 310kW,
- И-4  - серијски авион ловац АНТ-5 са мотором М-22 снаге 353 kW,
- И-4 БИС - серијски авион ловац АНТ-5 једнокрилац - друга серија,
- И-4П - хидроавионска верзија авиона АНТ-5.

## Наоружање
| Наоружање авиона: Тупољев АНТ-5/И-4 / Сухој И-4 |      |
| Ватрено (стрељачко) наоружање                   |      |
| Топ                                             |      |
| Митраљез                                        |      |
| Број и ознака митраљеза                         | 2    |
| Калибар                                         | 7,62 |
| Бомбардерско наоружање (бомбе)                  |      |
| Ракетно наоружање (ракете)                      |      |

## Оперативно коришћење
Производња авиона Тупољев АНТ-5/И-4 је трајала од 1931. до 1934. године и у том периоду је произведено 369 примерака ових авиона. Авион се показао као добар мада су му проблеме стварале облоге од таласастог лима. Његов век као оперативног ловца је веома кратко трајао јер су га прегазили други модернији ловци али је дуго служио као авион за прелазну ловачку обуку. Уочи Другог светског рата на овим авионима су школоване генерације пилота ловаца совјетског војног ваздухопловства. Овај авион је коришћен у експерименту полетања са крила тешких бомбардера Тупољев АНТ-4/ТБ-1.

## Земље које су користиле овај авион
- СССР